# 2015世界トライアスロンシリーズ
2015ITU世界トライアスロンシリーズは、トライアスロンの世界選手権10大会のシリーズで、グランドファイナルはシカゴで開催された。

## カレンダー
世界10都市を転戦した。
| 日付       | 会場             | 格付               |
| ---------- | ---------------- | ------------------ |
| 3月6–7日   | アブダビ         | スプリント         |
| 3月28–29日 | オークランド     |                    |
| 4月11–12日 | ゴールドコースト |                    |
| 4月25–26日 | ケープタウン     |                    |
| 5月16–17日 | 横浜             |                    |
| 5月30–31日 | ロンドン         | スプリント         |
| 7月18–19日 | ハンブルク       | スプリント         |
| 8月22–23日 | ストックホルム   |                    |
| 9月5–6日   | エドモントン     | スプリント         |
| 9月15–20日 | シカゴ           | グランドファイナル |

## 結果

### メダル獲得者

#### 男子
| 大会             | 金                             | 銀                             | 銅                       |
| ---------------- | ------------------------------ | ------------------------------ | ------------------------ |
| アブダビ         | マリオ・モラ (ESP)             | ビンセント・ルイス (FRA)       | リチャード・マレー (RSA) |
| オークランド     | ジョナサン・ブラウンリー (GBR) | ハビエル・ゴメス (ESP)         | Pierre Le Corre (FRA)    |
| ゴールドコースト | ジョナサン・ブラウンリー (GBR) | マリオ・モラ (ESP)             | ハビエル・ゴメス (ESP)   |
| ケープタウン     | アリスター・ブラウンリー (GBR) | ハビエル・ゴメス (ESP)         | ビンセント・ルイス (FRA) |
| 横浜             | ハビエル・ゴメス (ESP)         | アリスター・ブラウンリー (GBR) | マリオ・モラ (ESP)       |
| ロンドン         | アリスター・ブラウンリー (GBR) | フェルナンド・アラルサ (ESP)   | ビンセント・ルイス (FRA) |
| ハンブルク       | ビンセント・ルイス (FRA)       | ハビエル・ゴメス (ESP)         | マリオ・モラ (ESP)       |
| ストックホルム   | ハビエル・ゴメス (ESP)         | ジョアン・ペレイラ (POR)       | アーロン・ロイル (AUS)   |
| エドモントン     | リチャード・マレー (RSA)       | ハビエル・ゴメス (ESP)         | マリオ・モラ (ESP)       |
| シカゴ           | マリオ・モラ (ESP)             | ハビエル・ゴメス (ESP)         | リチャード・マレー (RSA) |

#### 女子
| 大会             | 金                             | 銀                             | 銅                             |
| ---------------- | ------------------------------ | ------------------------------ | ------------------------------ |
| アブダビ         | グウェン・ジョーゲンセン (USA) | ケイティー・ザフィアエス (USA) | フローラ・ダフィー (BER)       |
| オークランド     | グウェン・ジョーゲンセン (USA) | ケイティー・ザフィアエス (USA) | アンドレア・ヒューイット (NZL) |
| ゴールドコースト | グウェン・ジョーゲンセン (USA) | サラ・トゥルー (USA)           | ケイティー・ザフィアエス (USA) |
| ケープタウン     | ビッキー・ホランド (GBR)       | ケイティー・ザフィアエス (USA) | ニコラ・スピリグ (SUI)         |
| 横浜             | グウェン・ジョーゲンセン (USA) | アシュリー・ジェントル (AUS)   | エマ・モファット (AUS)         |
| ロンドン         | グウェン・ジョーゲンセン (USA) | ケイティー・ザフィアエス (USA) | サラ・トゥルー (USA)           |
| ハンブルク       | グウェン・ジョーゲンセン (USA) | ビッキー・ホランド (GBR)       | ノン・スタンフォード (GBR)     |
| ストックホルム   | サラ・トゥルー (USA)           | ケイティー・ザフィアエス (USA) | アンドレア・ヒューイット (NZL) |
| エドモントン     | ビッキー・ホランド (GBR)       | フローラ・ダフィー (BER)       | ジリアン・バックハウス (AUS)   |
| シカゴ           | グウェン・ジョーゲンセン (USA) | ノン・スタンフォード (GBR)     | ビッキー・ホランド (GBR)       |

ランキング : 